# Codex chronologico-diplomaticus episcopatus Ratisbonensis

Beim Codex chronologico-diplomaticus episcopatus Ratisbonensis (fachsprachliche Kurzbezeichnung: (Der) Ried) handelt es sich um ein im frühen 19. Jahrhundert gedrucktes Urkundenbuch des Bistums Regensburg. Er beinhaltet eine Sammlung von Urkunden und Briefen aus den Archiven von zum Bistum gehörenden Klöstern und Stiften, die größtenteils noch im handschriftlichen Original vorhanden sind, und wurde von Thomas Ried zusammengestellt.  
Das Werk enthält 1300 Urkunden (meist relativ zuverlässig wiedergegeben) bis zum Jahre 1600. Thomas Ried (1773–1827), ein literatur- und geschichtsinteressierter Priester und Kanzlist, hatte ein Jahrzehnt lang die Urkunden gesammelt, eingesehen und abgeschrieben sowie datiert und zur Edition vorbereitet. Nachdem auch das Misstrauen des Fürstbischofs Karl Theodor von Dalberg gegen den Urkundendruck beseitigt war, erschienen im Jahre 1816 beim Verleger Schaupp zwei Bände des Codex chronologico-diplomaticus episcopatus Ratisbonensis. Band I enthält die Urkunden bis zum Ende des 13. Jahrhunderts, Band II die Dokumente bis zum Jahre 1600. Es existiert noch ein weiterer Band im Manuskript, der allerdings nie veröffentlicht wurde. Zurzeit wird in der Universität Regensburg geprüft, ob dieser nicht veröffentlichte Band online allen geschichtsinteressierten Personen zur Verfügung gestellt werden kann.
Das Werk gilt als eine Hauptquelle für die Oberpfälzer Geschichtsschreibung. Die Leistung Rieds wurde honoriert und er wurde auf Vorschlag des Direktors der historischen Klasse der Bayerischen Akademie der Wissenschaften, Lorenz von Westenrieder, im Jahre 1817 als korrespondierendes Mitglied der Akademie aufgenommen. 